# Dirotta su Cuba (album)
Dirotta su Cuba è l'album di debutto dell'omonimo gruppo musicale italiano, pubblicato dalla CGD/East West nel 1995.

## Tracce
1. Gelosia
2. Liberi di - Liberi da
3. Chiudo gli occhi
4. Batti il tempo
5. Dove sei?
6. Legami
7. Solo baci
8. Noi siamo importanti
9. Si vorrei...

## Formazione
- Simona Bencini – voce, cori
- Rossano Gentili – voce, tastiera
- Stefano De Donato – voce, basso
- Daniele Biondi – batteria
- Fabio Nuzzolese – pianoforte, sintetizzatore
- Pierpaolo D'Emilio – chitarra, cori
- Alfredo Golino – batteria
- Mario Seggio – percussioni
- Claudio Baccara – pianoforte, Fender Rhodes
- Mirko Pierini – tromba
- Umberto Marcandalli – tromba, flicorno
- Michelangelo Piazza – tromba, flicorno
- Stefano Scalzi – trombone
- Stefano Negri – sax
- Nino Radicavoli – sax, flauto
- Luca Signorini – sassofono tenore, sax alto, flauto
- Renato Carrozzo, Francesca Agosta, Fabrizio Consoli, Raffaella Lisi, Andrea Pieroni – cori